# 1339
1339 (MCCCXXXIX) a fost un an obișnuit al calendarului iulian, care a început într-o zi de duminică.

## Evenimente
- 24 ianuarie: Veneția obține orașul Treviso.
- 19 martie: Geldre devine ducat, sub conducerea casei de Nassau.
- 21 iunie: Bătălia de la Laupen. Cantonul elvețian Berna obține victoria asupra seniorilor feudali.
- 28 iunie: Tratatul de la Sevilla. A fost încheiat între regii Alfonso al IV-lea al Portugaliei și Alfonso al XI-lea al Castiliei.
- 1 septembrie: Regele Eduard al III-lea al Angliei își adună forțele la Malines și începe să asedieze orașul Cambrai.
- 17 noiembrie: Bătălia navală de la Lipari. Flota lui Robert d'Anjou distruge pe cea a aragonezilor din Sicilia și ocupă insula.
- 3 decembrie: Tratatul regelui Eduard al III-lea al Angliei cu insurgenții din Flandra, prin care aceștia îl recunosc ca rege al Franței.

### Nedatate
- februarie: După moartea lui Udanayadeva, ultimul suveran hindus al Kashmirului, statul său este cucerit de către musulmani.

## Arte, științe, literatură și filozofie
- 12 mai: Fondarea Universității din Grenoble.
- Apare prima bursă spaniolă de comerț, la Barcelona.
- Florența devine primul oraș pavat din Europa.

## Înscăunări
- 17 august: Luchino Visconti, duce de Milano (1339-1349).

- 23 septembrie: Simone Boccanegra, doge de Genova (1339-1344).

- Go-Murakami, împărat al Japoniei (1339-1368)

## Nașteri
- 23 iulie: Ludovic I de Anjou, rege al Neapolelui și Ungariei (d. 1384)
- 1 noiembrie: Rudolf al IV-lea de Habsburg, duce de Austria (d. 1365)
- Ali ibn Mohammed al-Jurjani, enciclopedist arab (d. 1414)
- Erik al XII-lea al Suediei (Erik Magnusson), (d. 1359)
- Enguerrand al VII-lea de Coucy, condottier francez (d. 1397)
- Frederic de Wittelsbach, duce de Bavaria-Landshut (d. 1393)
- Ioan al V-lea (cel viteaz), duce de Bretagne (d. 1399)
- Silvestro dei Gherarducci, miniaturist și pictor italian (d. 1399)

## Decese
- 17 februarie: Otto al IV-lea, 37 ani, duce de Austria (n. 1301)
- 16 august: Azzone Visconti, 36 ani, fondator al statului milanez (n. 1302)
- 1 septembrie: Henric al XIV-lea, 33 ani, duce de Bavaria (n. 1305)
- 19 septembrie: Go-Daigo, 50 ani, împărat al Japoniei (n. 1288)
- 29 octombrie: Alexandru I, 37 ani, mare prinț de Tver (n. 1301)
- 31 octombrie: Francesco Dandolo, 80 ani, doge al Veneției (n. 1258)